# Yulara
Yulara è un'area non incorporata di 887 abitanti sita nella regione sud del Territorio del Nord in Australia. La città dista 20 Km da Uluṟu.